# Space Ritual
The Space Ritual Alive in Liverpool and London (conosciuto semplicemente come Space Ritual) è un album dal vivo della progressive rock band britannica Hawkwind, registrato nel 1972 e pubblicato l'anno seguente.

## Tracce
Lato A
1. "Earth Calling" – 1:46 –  (Robert Calvert)
2. "Born To Go" – 9:56 –  (Calvert, Dave Brock)
3. "Down Through The Night" – 6:16 –  (Brock)
4. "The Awakening" – 1:32 –  (Calvert)

Lato B
1. "Lord Of Light" – 7:21 –  (Brock)
2. "Black Corridor" – 1:51 –  (Michael Moorcock)
3. "Space Is Deep" – 8:13 –  (Brock)
4. "Electronic No. 1" – 2:26 –  (Dik Mik, Del Dettmar)

Lato C
1. "Orgone Accumulator" – 9:59 –  (Calvert, Brock)
2. "Upside Down" – 2:43 –  (Brock)
3. "10 Seconds Of Forever" – 2:05 –  (Calvert)

Lato D
1. "7 By 7" – 6:13 –  (Brock)
2. "Sonic Attack" – 2:54 –  (Moorcock)
3. "Time We Left This World Today" – 5:47 –  (Brock)
4. "Master Of The Universe" – 7:37 –  (Nik Turner, Brock)
5. "'Welcome To The Future" – 2:03 –  (Calvert)

Bonus track nella ristampa su CD del 1996
1. "You Shouldn't Do That" – 6:55 –  (Turner, Brock)  / "Seeing It As You Really Are" [unlisted] –  (Brock)
2. "Master Of The Universe" – 7:26 –  (Turner, Brock)
3. "Born To Go" – 13:04 –  (Calvert, Brock)

### Rimasterizzazione digitale del 2007
CD 1
1. "Earth Calling"
2. "Born To Go"
3. "Down Through The Night"
4. "The Awakening"
5. "Lord Of Light"
6. "Black Corridor"
7. "Space Is Deep"
8. "Electronic No. 1"
9. "Orgone Accumulator"
10. "Upside Down"
11. "10 Seconds Of Forever"
12. "Brainstorm" (full version) - 13:46

CD 2
1. "7 By 7"
2. "Sonic Attack"
3. "Time We Left This World Today"
4. "Master Of The Universe"
5. "Welcome To The Future" (full version) - 2:49
6. "You Shouldn't Do That" 10:38
7. "Orgone Accumulator" (alternate nights performance) - 8:50
8. "Time We Left This World Today" (alternate nights performance) - 13:22
9. "You Shouldn't Do That" (alternate nights performance, dalla compilation Roadhawks) - 6:42

Audio DVD
1. "Earth Calling"
2. "Born To Go"
3. "Down Through The Night"
4. "The Awakening"
5. "Lord Of Light"
6. "Black Corridor"
7. "Space Is Deep"
8. "Electronic No. 1"
9. "Orgone Accumulator"
10. "Upside Down"
11. "10 Seconds Of Forever"
12. "Brainstorm"
13. "7 By 7"
14. "Sonic Attack"
15. "Time We Left This World Today"
16. "Master Of The Universe"
17. "Welcome To The Future"
18. "You Shouldn't Do That"

## Formazione
- Robert Calvert – voce
- Dave Brock – chitarra, voce
- Nik Turner – sassofono, flauto, voce
- Lemmy Kilmister - basso, voce
- Dik Mik - sintetizzatore
- Del Dettmar - sintetizzatore
- Simon King - batteria

## Produzione
- Registrato al Liverpool Stadium il 22 dicembre 1972, e al Brixton Sundown il 30 dicembre 1972.
- "You Shouldn't Do That" (bonus track) registrata al Brixton Sundown, 30 dicembre 1972.
- "Master Of The Universe" and "Born To Go" (bonus tracks) registrate a "The Roundhouse", 13 febbraio 1972.